# Werschau
Werschau is een plaats in de Duitse gemeente Brechen, deelstaat Hessen, en telt 773 inwoners (2006).

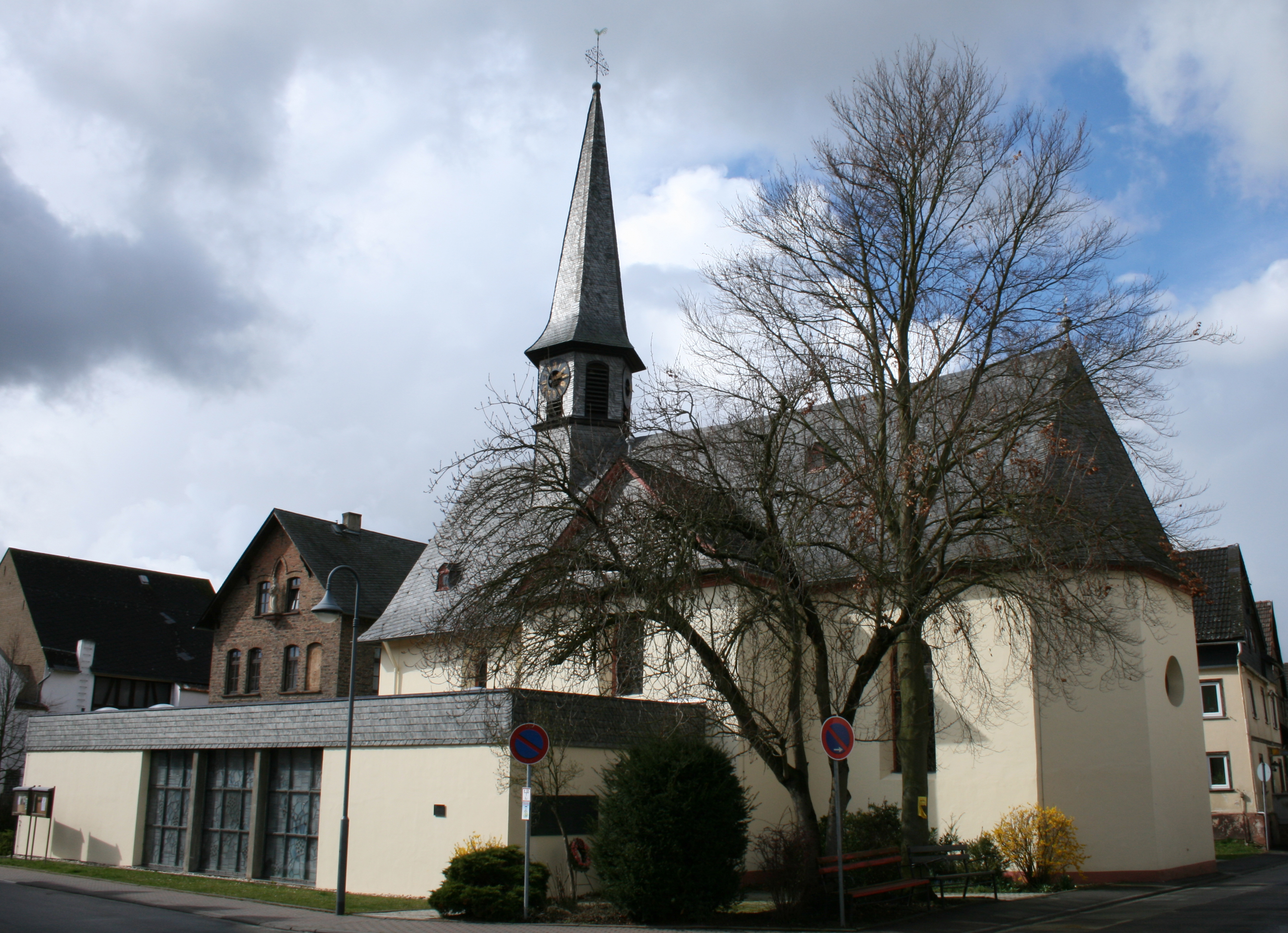
Kerk van St. Georg
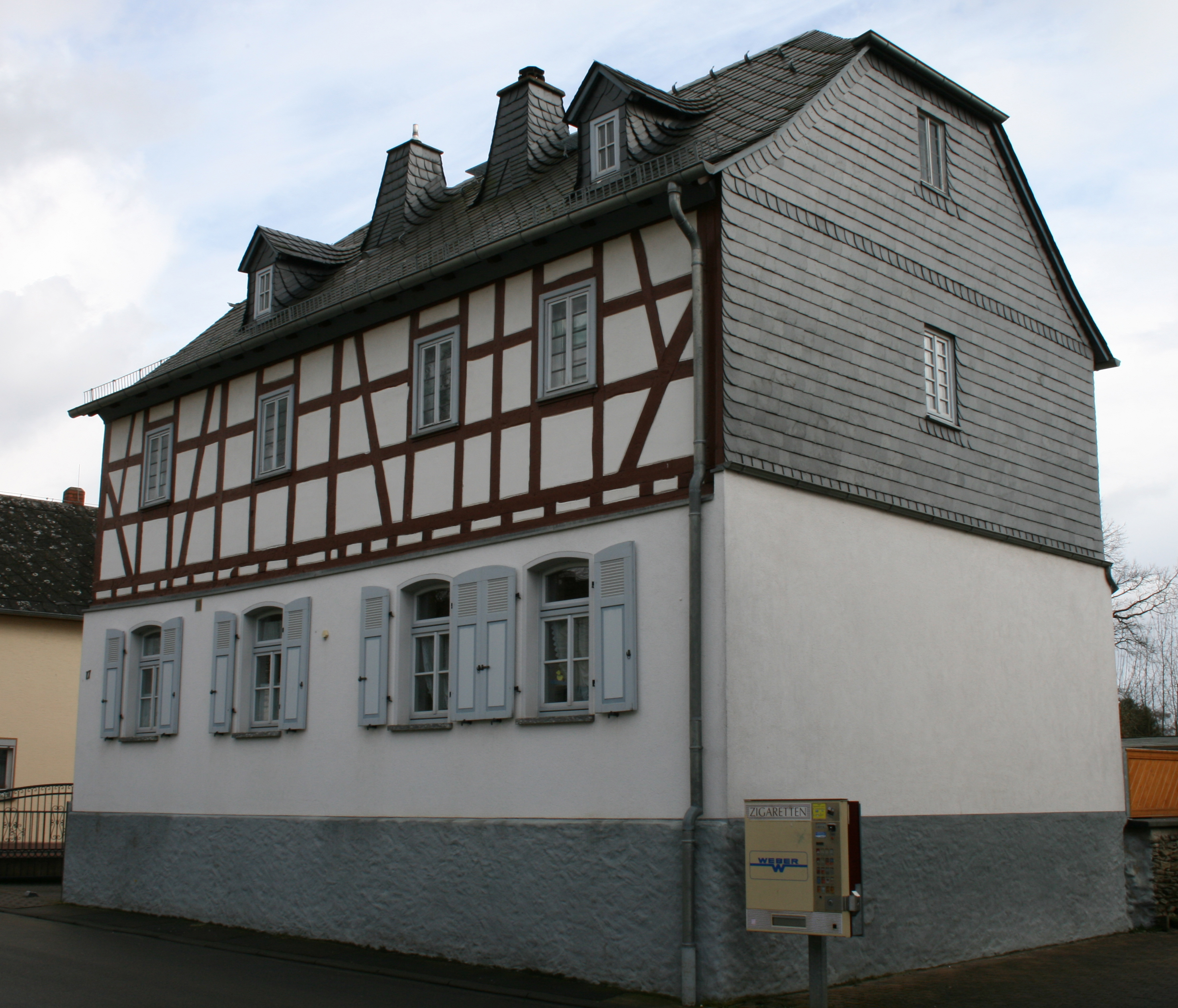
Voormalig schooltje in Werschau